# Académie nationale des sciences de la république du Kazakhstan
Pour les articles homonymes, voir Académie des sciences.
L'Académie des sciences du Kazakhstan (kazakh : Қазақстан Республикасының Ұлттық ғылым академиясы) est une académie fondée en 1993, et située à Almaty, au Kazakhstan.
Le premier président de l'académie a été le géologue spécialiste du métallogénie, Kanych Satpaïev.
Le président actuel est Mourat Jourynov (kk) (kazakh : Мұрат Жұрынұлы Жұрынов).